# 1386 en santé et médecine
| Années de la santé et de la médecine : 1383 - 1384 - 1385 - 1386 - 1387 - 1388 - 1389    |
| Décennies de la santé et de la médecine : 1350 - 1360 - 1370 - 1380 - 1390 - 1400 - 1410 |

Cet article présente les faits marquants de l'année 1386 en santé et médecine.

## Événements
- 22 mars : Bendit Caravida, médecin juif de Pierre IV, roi d'Aragon, est examiné par Bérenger Candeli (fl. 1362-1386), bachelier en médecine de l'université de Montpellier établi à Barcelone, et par Humer Tauell, médecin juif de Valence[1], examen qui porte non seulement sur la médecine, mais encore « sur la philosophie, sur les sciences naturelles et sur un point d'astrologie[2] ».
- 18 octobre : messe d'inauguration de l'université de Heidelberg, en Allemagne, qui ouvre ses portes dès le lendemain, mais dont la chaire de médecine ne sera pourvue qu'en 1388.
- Les Cisterciens fondent un hôpital à Markina-Xemein, en Biscaye, sur le Chemin du Nord du pèlerinage de Compostelle[3],[4], « pour le soulagement des pauvres, afin que soient accomplies les sept œuvres de miséricorde[5] ».
- Fondation de l'hôpital de Saint-Antoine en Viennois, par Guignon Jay, pour six vieillards ou infirmes[6].
- Jean Durand est reçu licencié en médecine à Paris, alors qu'il est déjà médecin de Philippe le Hardi, duc de Bourgogne[1].

## Personnalités
- Fl. Claus Vendenheim, baigneur à Strasbourg[1].
- Fl. Guillaume Jacob et Jean Des Patis, barbiers à Amiens[1].
- 1386-1408 : fl. Aubry Jacometi, barbier à Avignon, originaire de Toul[1].
- 1386-1399 (1411 ?) : fl. Jean Du Pont, « mire sermenté » et « surgien » à Reims, soigne en 1389 l'archevêque Richard Picque dans sa dernière maladie[1].

## Décès
- Jean Boutevillain (date de naissance inconnue), maître en médecine de l'université de Paris, médecin du duc de Bavière[1].